# Радіомережа
Радіомережа — сукупність радіоелектронних засобів (далі — РЕЗ) та споруд радіозв'язку, які належать одному користувачеві, використовують спільні частоти, мають можливість установлювати зв'язок між собою безпосередньо або через базовий РЕЗ та поєднані в єдиному технологічному процесі для забезпечення інформаційного обміну.
| Мікрофон | Це незавершена стаття пов'язана з радіо. Ви можете допомогти проєкту, виправивши або дописавши її. |